# 天王寺詣り
『天王寺詣り』（てんのうじまいり）は上方落語の演目の一つ。『犬の引導鐘』という別の題もある。愛犬の供養のため、四天王寺に参詣する男を描く。

## あらすじ
自身の不注意から愛犬を死なせてしまった喜六。知り合いの甚兵衛に「今日は彼岸やさかいに」と言われ、犬の供養のため、そして「ついでに」父親の供養のため、二人で四天王寺に行く。石の鳥居から入った境内は露店が店を並べ賑わっている。境内のあちこちを見学し、引導鐘（インドガネ＝境内にある鐘で、気持ちをこめてつくと十万億土まで響き、死者が成仏するという）をついてもらうと、何と「ウウーン」と犬の唸り声が聞こえてきた。喜六は「坊さん!　引導鐘三遍までと聞いてんねん。三遍目、わたいに突かせておくんはなれ! 」と頼み、心をこめてつくと「クワーン！」と犬の鳴き声。「ああ。無下性（ムゲッショウ＝乱暴）にはどつけんもんや。」

## 口演の特徴
ストーリーは単純であるが、彼岸の四天王寺境内のにぎわいをスケッチした点に特色がある。玩具を売る者、竹駒屋、寿司屋（江戸鮨屋）、のぞき からくり、阿保陀羅経読みなどを演じ分けなければならない。
クスグリも沢山あるが、中でも秀逸なのが、経木に死者の名を書く時、「次は誰やねん。」「ヘエ、俗名笑福亭松鶴。」「…俗名笑福亭松鶴…、おい、これだれや。」「あんた、知りまへんかいな。あの眼のギョロっとした噺家。」「ほお。あの松鶴。かわいそうにあいつ死んだか。」「いや。まだ達者でやすねん。」「これ、そら何するんじゃいな。生きてる者の名前、経木に書いてどうすんねん。」「へえ。わたい松鶴が贔屓でっさかい書いたろと思て。」「それでは松鶴が災難や。けど、書いてしもたらしゃあない。」「日イ、いつにしときまひょ。」「まだ生きとる。」（6代目松鶴演の場合）という、演者自身の名を使う下りである。『地獄八景亡者戯』の「◎◎、近日来演としたアる。」と同じパターンで、ここでは必ず大爆笑となる。

## 題材について
舞台になる四天王寺は、大阪市天王寺区にある聖徳太子（厩戸皇子）ゆかりの寺院で「天王寺さん」と大阪市民に親しまれている。本作品には、石の鳥居、五重塔、亀の池の紹介など境内の名所旧跡を紹介する要素もある。
毎年春、秋の彼岸には多くの善男善女が、祖先の戒名を書いた経木（薄い木の札）を亀の池に流し引導鐘をついて供養するために参詣する。このときは普段静かな境内は露店が出るなど賑わいを見せる。上方落語には『天王寺詣り』のほかに『弱法師』『鷺とり』『戒名書き』など四天王寺を舞台とした演目がいくつかある。
覗きからくり（1980年代まで四天王寺で演じられていた）、露天商の売り声、さらに今は歌われなくなったわらべ唄「天王寺の蓮池で　亀は甲干すハゼ食べる。引導鐘ボンと突きゃ　ホホラノホイ」が唄われたりするなど、貴重な民俗資料でもある。

## 演じた落語家
笑福亭一門のお家芸の一つで、古くは4代目笑福亭松鶴が得意とした。SPレコードに4代目笑福亭松鶴、5代目笑福亭松鶴のものが残されている。5代目の子息の6代目笑福亭松鶴も演じている。
このほか、5代目桂文枝、4代目桂文紅らも演じていた。大阪のローカル色豊かな演目なので東京ではあまり演じる者がいないが、かの地で上方落語を演じた2代目三遊亭百生は、サゲ（落ち）が東京の人には分からないので、阿保陀羅経を演じる演出を取り「馬鹿馬鹿しい天王寺詣りでした。」とさげていた。現在は「無下性…」のサゲを東京でも行っている。